# Marvão
Marvão (históricamente en español Marvón) es una villa portuguesa del distrito de Portalegre, región de Alentejo y comunidad intermunicipal del Alto Alentejo, con cerca de 600 habitantes.
Es sede de un municipio con 154,85 km² de área y 3021 habitantes (2021), subdividido en cuatro freguesias. El municipio limita al norte y al este con España, al sur y al oeste con el municipio de Portalegre y al noroeste con Castelo de Vide.
La villa y las montañas escarpadas en las que se localiza están incluidas en la lista de candidatos a Patrimonio de la Humanidad de UNESCO desde 2000.

## Historia
Marvão debe su nombre a Ibn Marwan al-Yil'liqui (muerto sobre 889), líder de un movimiento sufista del Al-Ándalus, que se alzó en armas contra los emires de Córdoba y creó el reino de Badajoz hasta la instauración del Califato de Córdoba en 931. Ibn Marwan tenía refugio en el actual castillo de Marvão.
La fortaleza fue conquistada por Alfonso I en las campañas de los años 1160 a 1166, y retomada por el califa almohade Abu Yúsuf Yaqub al-Mansur en 1190, aunque volvió pronto a manos portuguesas.
En recibió fueros del rey Sancho II, quien mandó ampliar el castillo. En 1299, Dionisio I se hizo con el control del castillo, que fue remodelado para formar parte de la red de fortificaciones que controlaban la frontera del reino de Portugal con la Corona de Castilla, remodelación que fue providencial durante la guerra con la Castilla de Juan I, que terminaron con la victoria portuguesa en la batalla de Aljubarrota y la entronización como rey de Juan.

## Enlaces externos

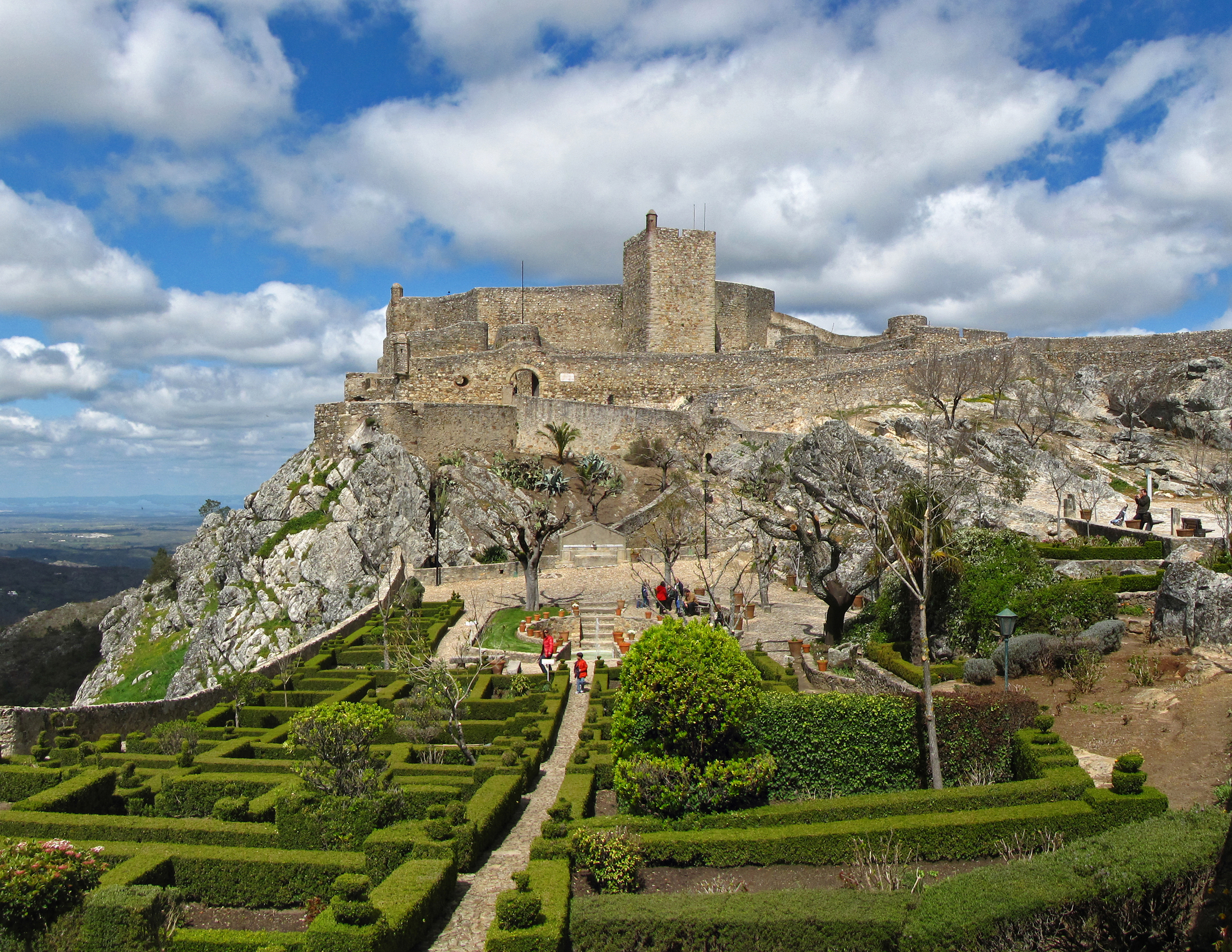
Castillo de Marvão.

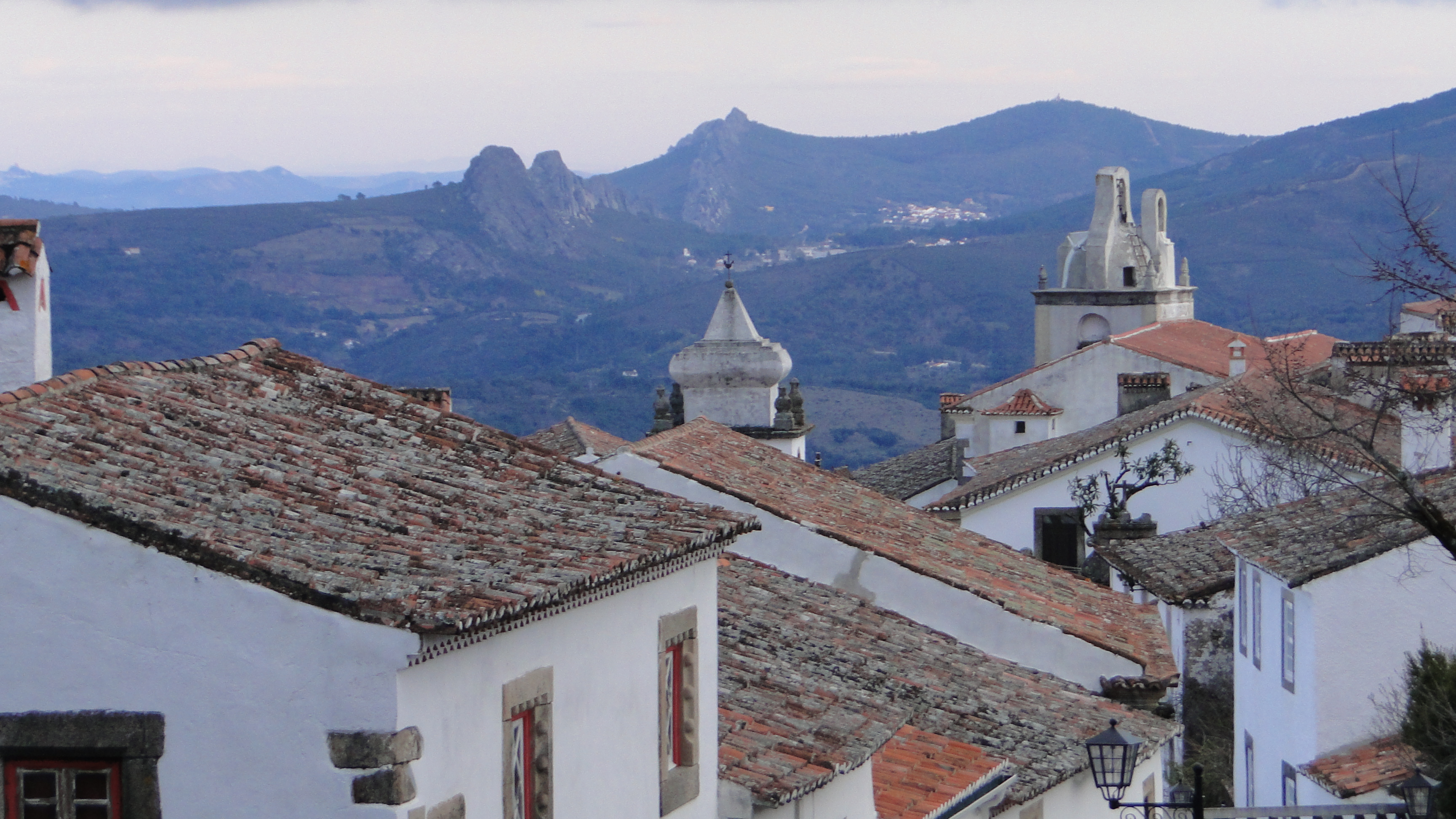
Marvão.

## Demografía
| Gráfica de evolución demográfica de Marvão entre 1849 y 2021 |
|                                                              |
| Datos según el nomenclátor publicado por el INE portugués.   |

## Freguesias
- Beirã
- Santa Maria de Marvão
- Santo António das Areias
- São Salvador da Aramenha